# Propaganda Due
Propaganda Due («Propaganda Dos» en italiano), más conocida por la sigla P2, fue una logia masónica italiana que operó desde 1877 hasta 1976, y que primeramente, perdió su reconocimiento ese año por parte del Grande Oriente d'Italia, hasta el 25 de enero de 1982, en que fue disuelto por ley.
Se hizo célebre por subsistir como la organización clandestina que provocó el mayor escándalo de la historia de la República Italiana: la P2 salió a la luz pública con las declaraciones del mafioso Michele Sindona durante el escándalo del banco Ambrosiano, donde el Instituto para las Obras de Religión y la ciudad de Milán tenían intereses económicos. Entre 1965 y 1981, condicionó el proceso político italiano mediante la inclusión de personas de confianza de la P2 dentro de la Magistratura, el Parlamento, las Fuerzas Armadas y la Prensa.
Licio Gelli comenzaría a presidir la logia a partir de 1970, cuando fue elevado al grado de gran maestro.
Fuera de Italia, la P2 tuvo actividades en Uruguay, Brasil y principalmente Argentina. Algunos de sus miembros de Argentina fueron el  peronista Raúl Alberto Lastiri, secretario privado del director general de radiodifusión durante el gobierno de facto del general Edelmiro Farrell; luego secretario del administrador nacional de Correos y Telégrafos; luego, del ministro de Comunicaciones durante el primer y el segundo gobierno de Perón y luego presidente interino en 1973 entre Cámpora y Perón; Emilio Massera, nombrado comandante general de la Armada por el presidente Perón en 1973 y posteriormente parte de la junta militar de Jorge Rafael Videla de 1976 a 1978; José López Rega, ministro de Bienestar Social desde 1973 a 1976 durante la tercera presidencia de Perón y cofundador junto a este de la Alianza Anticomunista Argentina (Triple A); y el represor Guillermo Suárez Mason.

## Descubrimiento
Las conexiones del banquero Roberto Calvi con el gran maestre Licio Gelli concitaron la atención de la prensa y la policía, originando que la logia (anteriormente secreta) fuera descubierta. La policía encontró una lista de adherentes en la casa del gran maestre Gelli, en Arezzo, en marzo de 1981, con más de 900 nombres, con importantes funcionarios estatales, destacados políticos (dos antiguos primeros ministros, 62 senadores, 44 diputados) y oficiales del Ejército, muchos de ellos enrolados en el SISMI (Servicio Secreto Italiano) y altos miembros del crimen organizado. Otro famoso miembro era Victor Emmanuel, príncipe de Nápoles, cabeza de la Casa de Saboya. También fue hallado un documento en posesión de Licio Gelli titulado «Piano di Rinascita Democratica» (Plan para el Resurgimiento Democrático), que contenía una declaración de la Logia para formar una nueva élite política y económica para liderar a Italia hacia un mayor autoritarismo en la democracia, una coalición de carácter centrista y anticomunista. «El objetivo de la división de los sindicatos debe ser una prioridad —indicaba el Plan— para así lograr la reunificación con los gremios autónomos de sus confederaciones, seguidores del Plan».
El primer ministro Arnaldo Forlani fue forzado a dimitir por maniobras del partido, causando la caída del gobierno italiano. Giovanni Spadolini, del Partido Republicano Italiano (PRI), fue votado para presidir una coalición de centro-izquierda. Spadolini fue el primer jefe de gobierno italiano no proveniente de la Democracia Cristiana. Todos los funcionarios de los servicios secretos de Italia, con su jefe Vito Miceli, fueron obligados a renunciar a sus cargos.

## Organización secreta y criminal

### Comisión Parlamentaria dirigida por Tina Anselmi
La Logia fue posteriormente investigada por una comisión especial del Parlamento Italiano dirigida por Tina Anselmi, de la Democracia Cristiana, llamada Comisión Parlamentaria Italiana sobre la P2. La conclusión de esta comisión fue que era una organización criminal sin reconocimiento legal, aunque no se hubieran encontrado pruebas de crímenes específicos encomendados. Fueron confirmadas las conjunciones de subrepticias relaciones internacionales, principalmente con Argentina (el gran maestre Gelli repetía sugerentemente que él era estrecho amigo de Juan Domingo Perón), y los contactos sospechosos con la Agencia Central de Inteligencia estadounidense.

### Nueva ley de Italia prohibiendo las "logias secretas"
Aunque fueron puestas fuera de la ley por Mussolini en 1925, las instituciones masónicas habían sido toleradas en Italia. Otras leyes introdujeron la prohibición de ser miembros de tales organizaciones para algunas categorías de funcionarios estatales (especialmente oficiales militares). Tales leyes han sido recientemente cuestionadas por la Corte Europea de Derechos Humanos.[cita requerida]

### Escándalo del Banco Ambrosiano
La logia masónica P2 y la 'Ndrangheta, organización criminal calabresa, fueron objeto de máxima atención cuando Roberto Calvi quebró el Banco Ambrosiano, uno de los principales bancos italianos, propiedad en parte del Banco Vaticano y la ciudad de Milán, y la sospechosa muerte en 1982 de su presidente Roberto Calvi en Londres, inicialmente presentada como un suicidio pero más tarde registrada como asesinato. En 1947 Canesi había traído a Roberto Calvi al Ambrosiano. En 1971 Calvi llegó a ser el director general, y en 1975 fue designado presidente. Calvi amplió los intereses del Ambrosiano, que incluían crear un número de compañías extranjeras en las Bahamas y Sudamérica, fundando además una filial llamada Banco Ambrosiano Andino, con sede en Lima (Perú) para facilitar sus negocios ilícitos. Tenía además intereses en la Banca Católica de Veneto, Crédito Varessino y Banca de Gottardo; y fondos para la casa editorial Rizzoli para financiar el periódico Corriere della Sera. Calvi también incluyó al Banco del Vaticano, el Istituto per le Opere di Religione (IOR) y el Gran Oriente Italiano en sus repartos, y estaba cerca del obispo Paul Marcinkus, presidente del Banco Vaticano. El Ambrosiano, a través del Banco Ambrosiano Andino, proporcionó los fondos para los partidos políticos en Italia, para la dictadura de Somoza en Nicaragua y posiblemente para su oposición Sandinista. Hay también rumores de que proporcionó fondos para el movimiento Solidaridad en Polonia (se ha alegado extensamente que el movimiento fue financiado por el Banco del Vaticano).
Calvi utilizó su compleja red de bancos y sociedades secretas de ultramar para mover dinero desde Italia para inflar precios y también para asegurar préstamos sin garantía. Para evitar las normas dictadas por el Banco de Italia sobre control de cambios, que restringían severamente las transferencias de fondos a filiales en el exterior de bancos italianos, se transferían importantes cantidades de dinero al Instituto Iberoamericano para la Educación en Derechos Humanos y en Democracia, a la Gran Logia del Perú y al Banco de la Nación del Perú, agente financiero del Estado peruano, que se contabilizaban indebidamente como préstamos y que el Banco de la Nación a su vez depositaba en operaciones "back to back" en el Banco Ambrosiano Andino. En 1978, el Banco de Italia elaboró un informe sobre el banco Ambrosiano que predecía su desastre futuro y condujo a investigaciones criminales. Sin embargo, al poco tiempo un grupo anarquista mató al magistrado de Milán que investigaba el caso, Emilio Alessandrini, mientras que Mario Sarcinelli, funcionario del banco y superintendente de la inspección, fue encontrado culpable y encarcelado.
El 10 de junio de 1982, Calvi desapareció de su apartamento en Roma, después de haber huido del país con un pasaporte falso a nombre de Gian Roberto Calvini. Se había afeitado el bigote y huyó inicialmente a Venecia, y desde allí al parecer contrató un avión privado para ir a Londres. A las 7:30 de la mañana del viernes 18 de junio de 1982, un cartero encontró su cuerpo colgado de un andamio debajo del puente Blackfriars en el borde del distrito financiero de Londres. Los bolsillos de Calvi estaban rellenos de ladrillos, y llevaba alrededor de $15,000 dólares en efectivo en tres divisas diferentes.
La muerte de Calvi fue objeto de indagaciones de dos forenses en el Reino Unido. La primera registró un veredicto de suicidio en julio de 1982.
La familia de Calvi entonces aseguró los servicios de George Carman y con su ayuda, en la segunda investigación, en julio de 1983, el jurado registró un veredicto abierto, lo que indicaba que el tribunal no había podido determinar la causa exacta de su muerte. La familia de Calvi mantiene que su muerte había sido un homicidio, y después de su exhumación en diciembre de 1998, un informe forense independiente publicado en octubre de 2002 llegó a la conclusión de que en realidad había sido asesinado, ya que las lesiones en el cuello eran incompatibles con la horca, y él no había tocado los ladrillos encontrados en sus bolsillos. Además, no había ni rastro de óxido y pintura en los zapatos de los andamios sobre los que habría tenido que subir para ahorcarse. Cuando el cuerpo de Calvi fue encontrado, el nivel del Támesis había retrocedido con la marea, demostrando la escena de un suicidio por ahorcamiento, pero en el momento exacto de su muerte, el lugar en el andamio donde estaba la cuerda atada podría haber sido alcanzado por una persona de pie en un barco.
Se ha argumentado que uno de los factores de la muerte de Calvi fue su relación con el Banco del Vaticano, el accionista principal del Banco Ambrosiano, que estaba controlado por la Mafia. Él pudo haber utilizado el Banco Ambrosiano para el lavado de dinero y a la Logia masónica irregular Propaganda Due (P2) como herramienta de influencia política y social. Muchos sospecharon de los miembros de la irregular P2, por ser Calvi el custodio de sus fondos. Según Mannoia, el asesino era Francesco Di Carlo, un mafioso que vivía en Londres en la época, y la orden de matar a Calvi habría venido del jefe de la mafia Giuseppe Calò y del gran maestre Licio Gelli. Cuando Di Carlo se convirtió en un informante en junio de 1996 negó que él fuera el asesino, pero admitió que había sido contactado por Calò para hacer el trabajo. Sin embargo, Di Carlo no pudo llegar a tiempo, y cuando más tarde lo llamó Calò, este le dijo que todo estaba bajo control. Según Di Carlo, los asesinos eran Vincenzo Casillo y Sergio Vaccari, que pertenecían a la Camorra de Nápoles y que posteriormente fueron asesinados.
En julio de 2003, los fiscales italianos concluyeron que la Mafia no actuó solamente según sus propios intereses, sino también para asegurarse de que Calvi no pudiera chantajear a poderosas figuras políticas, religiosas y económicas, y a empresarios del gran capital financiero, así como a militares y funcionarios de la comunidad occidental de inteligencia, y obviamente, a los miembros de esa Masonería irregular o Paramasonería de Italia, como la famosa Logia P2 (Logia irregular y alejada de los valores de la Masonería regular); pero también para encubrir incluso, a algunas figuras de la Jerarquía de la 
Iglesia Católica, como la dirigencia del Instituto de Obras Religiosas, en el cual precisamente la Mafia, había invertido importantes sumas de dinero.

### Aldo Moro y la estrategia de la tensión
Se ha repetido que la Logia P2 se involucró en el asesinato del primer ministro Aldo Moro, después de que los Servicios Italianos de Seguridad rechazaran dar un golpe contra sus secuestradores, aunque no hay pruebas concretas de que esto fuese cierto. Este proyecto preocupaba tanto a los Estados Unidos, por el peligro comunista, como a la propia Unión Soviética, en cuanto que la propuesta de Aldo Moro consistía en una democratización del proyecto comunista. También se sospecha que la P2 estuvo involucrada en la masacre de Bolonia de 1980, como parte de la estrategia de la tensión inducida por la clandestina estructura secreta Gladio (OTAN), investigada en los años 1990 por la Cámara de diputados de Italia.
El escándalo subsiguiente llevó a la clausura de la Logia P2 en Italia y el encarcelamiento domiciliario del gran maestre Licio Gelli. En 2007, Gelli seguía siendo miembro de la MEAPRMM, la Masonería Egipcia de Memphis Misraim, junto con otros masones de alto grado, como el Gran Maestre Frank Ripel, fundador del rito de York.

## Lista del Gran Maestre Licio Gelli, sobre miembros de la logia P2, encontrada en 1981
Contiene 962 nombres; aunque hay al menos 1000 más, aún secretos. Incluye 30 generales, 38 miembros del parlamento, cuatro ministros, anteriores primeros ministros, jefes del espionaje, editores de prensa, ejecutivos de TV, 83 hombres de negocio, banqueros, 19 jueces, y 58 profesores universitarios.
- Michele Sindona, banquero relacionado al lavado de dinero del tráfico de heroína de la Cosa Nostra. Fue presidente de la Banca Privata Finanziaria (donde el Instituto para las Obras de Religión, IOR, llamado el "Banco del Vaticano" era acreedor) hasta su bancarrota fraudulenta por lo que fue arrestado. Amigo del papa Pablo VI, comenzó a especular con dinero del Instituto para las Obras de Religión, encontrado culpable de corrupción y asesinato apareció muerto, envenenado en su celda mientras cumplía condena.
- Roberto Calvi, banquero italiano apodado "el banquero de Dios" por su estrecha relación con la Santa Sede, fue el presidente del Banco Ambrosiano (donde el Instituto para las Obras de Religión del Vaticano era accionista mayoritario) cuya quiebra en 1982 dejó a la luz uno de los mayores escándalos de corrupción en Italia. Un día después de su quiebra, Calvi fue encontrado ahorcado del puente de Blackfriars ("Frailes negros") en Londres. En un comienzo aceptado como suicidio, años después la causa se reabrió y se ha formulado como homicidio, posiblemente por órdenes de gente del Vaticano y la P2 para evitar posibles chantajes por parte de Calvi[7]
- Carmine (Mino) Pecorelli, Roma, fue un periodista y fundador de la agencia de noticias OP - Osservatore Politico (Observador Político). El 12 de septiembre de 1978, durante los días del breve pontificado de Juan Pablo I (quien había ordenado e iniciado una investigación sobre los fondos del Vaticano, a través del Instituto para las Obras de Religión, y las relaciones ilícitas bancarias de miembros del Propaganda Due, y que moriría prematuramente al cumplirse apenas 33 días de iniciado su papado), la revista del OP difundió una pequeña lista de 121 personas, en su mayoría clérigos de lugar destacado en el mundo católico y algunos cardenales, pertenecientes a la masonería. Cinco meses después, Pecorelli sería asesinado el de 20 de marzo de 1979 por un sicario a las afueras de las oficinas de redacción.
- Antonio D’Alì, dueño de la Banca Sicula (su hijo, Antonio Jr. D'Alì, senador de Trápani, presentado en las listas de la centroderecha Forza Italia liderada por otro miembro del P2: Silvio Berlusconi).
- Vittorio Emanuele di Savoia, aristócrata italiano, hijo del último rey de Italia, Humberto II, y de María José de Bélgica, hija de Alberto I, rey de los belgas.
- General Vito Miceli, jefe del  SIOS (Servicio de contraespionaje) del Ejército Italiano de 1969 a 1970 y luego jefe de la SID (Servicio de información de defensa) desde el 18 de octubre de 1970 a 1974. Arrestado en 1975 con los cargos de "conspiración contra el Estado" por las investigaciones acerca de la Rosa dei venti, un grupo paraestatal infiltrado que promovía la estrategia de la tensión, provocando atentados para culpar a la izquierda (como un ataque de falsa bandera). Luego tres veces electo diputado (1976 a 1982) por el ultraderechista Movimiento Social Italiano (MSI).
- Raúl Alberto Lastiri, Peronista, fue secretario privado del director general de Radiodifusión durante el gobierno de facto del general Edelmiro Farrell, luego secretario del Administrador Nacional de Correos y Telégrafos y luego del Ministro de Comunicaciones durante el primer y el segundo gobierno de Perón y luego presidente interino en 1973 entre Cámpora y Perón.
- Emilio Massera, nombrado comandante general de la Armada por el presidente Perón en 1973[2] y posteriormente parte de la  junta militar de Jorge Rafael Videla de 1976 a 1978.
- José López Rega, ministro de "Bienestar Social" en Argentina durante la tercera presidencia de Peron.
- Alberto Vignes, Ministro de Relaciones Exteriores en Argentina durante los gobiernos de Lastiri, Perón e Isabelita (1973-1975).
- Carlos Alberto Corti, Buenos Aires, Almirante de Argentina, capitán de Navío.
- Franco Di Bella, periodista y ensayista italiano que llegó a ser director del Corriere della Sera desde 1977 a 1981, año en que se descubrió la lista de miembros del P2 dónde aparecía como miembro, tras lo que decidió renunciar a la dirección tras años en que su diario fuese utilizado como partido propagandista del P2 para encubrir crímenes relacionados con la logia, como fue el atentado de Piazza Fontana[8]
- Angelo Rizzoli, Milán, hijo de Andrea Rizzoli (quien en 1974 compró la editorial del diario Corriere della Sera), en 1978 hereda la dirección del diario, pero un cúmulo de deudas lo lleva a ceder el control del  Grupo Rizzoli-Corriere della Sera al Banco Ambrosiano propiedad de Roberto Calvi, Licio Gelli y otros de sus compañeros del P2,. En 1983, fue arrestado por bancarrota fraudulenta junto a su hermano Alberto y Tassan Din (entonces gerente general del Corriere della Sera, miembro de la P2). Tiempo después, se dedicó a producir diversas películas y series, razón por la que en 2013 fue nuevamente arrestado por bancarrota fraudulenta de cuatro de sus productoras audiovisuales por un valor a 30 millones de euros[9]
- Bruno Tassan Din, gerente general del Corriere della Sera durante el escándalo de la lista del P2.
- Massimo Donelli, director de TV Sole 24 h.
- Paolo Mosca, director de Domenica del Corriere.
- Gino Nebiolo, exdirector de Tg1, posteriormente director de la RAI en Montevideo.
- Franco Colombo, periodista, fue el segundo director de Tg1.
- Fabrizio Cicchitto, anterior miembro del PSI, luego en la centroderecha Forza Italia (de su compañero del P2  Berlusconi).
- Roberto Memmo, Roma, quien ayudó mucho a  Michele Sindona, ahora director de Fondazione Memmo per l'arte e la cultura, en Palazzo Ruspoli
- Rolando Picchioni, exdiputado de la Democracia Cristiana, ahora secretario del Salón Internacional del Libro de Turín, también formó parte del Partido Popular Italiano y la centroizquierda La Margarita.
- Giancarlo Elia Valori, el único miembro de P2 que figuraba en la lista como expulsado para 1981 (posiblemente porque trató de tener un papel más grande que Licio Gelli), hombre de negocios ligado a diversas empresas y negociados internacionales.
- Roberto Gervaso, escritor, periodista y aforista italiano. Su carrera como periodista comenzó en 1960 en el Corriere della Sera.
- Giovambattista Palumbo, Firenze, general de los Carabinieri.
- Pietro Musumeci, general italiano condenado a prisión ocho años y cinco meses por asociación criminal y por aportar pistas falsas en la investigación de la Masacre de Bolonia (1980) cuando pertenecía al SISMI (Servicio de información y seguridad militar). En enero de 1981 se le relacionó en un atentado con bomba en el tren Tarento-Milán que no llegó a explotar.
- Giuseppe Siracusano, Roma, general de los Carabinieri
- Giovanni Allavena, Roma, general de los Carabinieri, colaborador de Giovanni de Lorenzo (quien fue jefe del Ejército Italiano y jefe del  SIFAR, Servicio de información de las fuerzas armadas). En 1967, a su ingreso en la P2, traspasó información de los  Archivos SIFAR a Licio Gelli.[10]
- Franco Picchiotti, Roma, General, vicecomandante general de Arma dei Carabinieri.
- Giulio Grassini, Roma, General, primer director del  SISDE (servicio secreto italiano).
- Antonio La Bruna, Roma, coronel italiano, exoficial del servicio de inteligencia italiano. SID (Servicio de información de defensa). Condenado por el atentado de Piazza Fontana (17 muertos y 88 heridos) en Milán.
- Manlio del Gaudio, Roma, teniente coronel italiano.
- Giuseppe Santovito, Roma, general italiano exdirector del SISMI (Servicio de información y seguridad militar) entre 1978 y 1981, y previamente parte del servicio de inteligencia italiano SID (Servicio de información de defensa).
- Giuseppe Renato Croce, Roma, juez italiano, que aún ocupa cargos públicos dentro del gobierno de Italia, recientemente relacionado en casos de corrupción en el transporte público[11]
- Giovanni Palaia, Roma, magistrado italiano miembro del Consejo Superior de la Magistratura.
- Walter Pelosi, Roma, prefecto, director del CESIS (Comité Ejecutivo por el servicio de información y seguridad) desde 1978 a 1981.
- Gustavo Selva, Roma, político y periodista italiano, editor en jefe del programa de noticias de la RAI, director del noticiero radial de la RAI, diputado por el partido de derecha Alleanza Nazionale, y luego senador por el partido de centroderecha Forza Italia (de su compañero del P2 Berlusconi).
- Pietro Longo, Roma, político italiano, exdiputado, exsecretario del PSDI (1978-1985) y  Ministro del presupuesto y planificación económica de la República Italiana (1983/84).
- Duilio Poggiolini, Roma, exdirector del servicio farmacéutico del Ministerio de Salud italiano, implicado en los 90s en  la investigación de Mani Pulite (manos limpias) sobre el escándalo de "Tangentopoli" (tangente es soborno en italiano), condenado en 2012 a pagar 5.164.569 euros al Estado por delitos de corrupción y sobornos a razón de que "en los años 1982 a 1992 en el servicio público había recibido sumas de numerosas empresas farmacéuticas, lo que resultó en una pérdida de ingresos derivada del aumento injustificado en el gasto farmacéutico en general"[12] y aún sigue en curso el juicio en su contra por el  Caso de hemoderivados infectados acusado de haber comercializado sangre infectada con VIH y haber provocado la infección y la muerte de cientos de ciudadanos[13] (para más información véase Escándalo de los productos para hemofílicos)
- Claudio Pica (nombre artístico "Claudio Villa"), Roma, fue un famoso actor y cantante italiano
- Silvio Berlusconi, Milán, político y empresario italiano, imputado en el proceso judicial de Mani Pulite (manos limpias), fundador del partido de centroderecha Forza Italia, ex primer ministro del Gobierno italiano
- Massimo De Carolis, Milán, político italiano, en los 70s fue fundador y formó parte del movimiento de extrema derecha  Maggioranza silenziosa (mayoría silenciosa), luego fue diputado por la Democracia Cristiana (1976-1983) y luego en los 90s adhirió al partido de centroderecha Forza Italia (de su compañero del P2 Berlusconi) con el que obtendría la presidencia del Consejo Municipal de Milán
- Mario Tedeschi, Roma, fue un periodista y político italiano, miembro de la  10º Flotilla MAS, director general en el diario de derecha  Il Borghese desde 1957 hasta su muerte en 1993, en los 70s fue elegido senador dos veces (1972-1979) por el partido de ultraderecha Movimiento Social Italiano (MSI)
- Enrico Manca, Roma, periodista y político italiano, redactor del  Giornale Radio Rai (1961 a 1972), director de la RAI (1986 a 1992), fundó en 1994 el  Partido Socialista Reformista junto a  Fabrizio Cicchitto, otro miembro del P2, luego adhirió a la centroizquierda La Margarita, y luego al Partido Democrático en Italia hasta su muerte en 2011
- Volfango Polverelli, Roma, fue un abogado y empresario italiano, dueño y director de la empresa automotriz  Giannini, hijo de  Gaetano Polverelli (quien se desempeñó como legislador y ministro durante la dictadura de  Mussolini)
- Saverio Porcari Li Destri, Cuba, fue un político italiano, que se desempeñó como embajador en Cuba, y luego fue dos veces legislador italiano (1994 al 2001) por el partido de derecha  Alleanza Nazionale y el partido de centroderecha Forza Italia de su compañero del P2  Berlusconi
- Giulio Caradonna, Roma, hijo del dirigente fascista  Giuseppe Caradonna, adhirió al partido nazifascista de la República Social Italiana también conocida como "República de Saló", luego adhirió a la ultraderecha Movimiento Social Italiano (MSI) por lo que fue diputado desde 1958 a 1976 y de 1979 a 1994.
- Giuseppe Casero, Roma, General de aeronáutica de Italia implicado en el  Golpe Borghese, un intento de golpe de Estado en Italia durante la noche entre el 7 y 8 de diciembre de 1970 organizado por  Junio Valerio Borghese, bajo el nombre de  Frente Nacional, en estrecha relación con la extremaderecha  Avanguardia Nazionale, tentativa de golpe militar que contó con "el silencio" y la asistencia de la CIA y, su nazi reclutado, Otto Skorzeny (Véase  Golpe Borghese: El papel de los Estados Unidos de Wikipedia en italiano)
- Federico Umberto D'Amato, Roma, fue un funcionario italiano, director de la oficina de  Asuntos Confidenciales (servicios de inteligencia) del Ministerio del Interior italiano, que trabajó además agente de inteligencia angloamericano bajo el mando de  James Angleton, jefe del servicio secreto de los EE. UU., la entonces  Oficina de Servicios Estratégicos (precursora de la CIA), culpado de haber ocultado pruebas y haber dejado escapar a los responsables de la  Masacre de Piazza della Loggia,[14] atentado en 1974 en una manifestación contra el terrorismo fascista en el que una bomba mató a 8 persona y 102 resultaron heridas, por lo que en 2015, décadas después, fueron condenados cómo algunos de los responsables del atentado el agente secreto italiano  Carlo Digilio y Maurizio Tramonte, dos fascistas del entonces  Ordine Nuovo ("órden nuevo")[15]
- Nicola Falde, Roma, fue un general, periodista y ensayista italiano, también exagente del servicio de inteligencia italiano  SID (Servicio de información de defensa), cómo periodista colaboró con la agencia de noticias  OP - Osservatore Politico (Observador Político), de la que también fue director suplente temporal del fundador Mino Pecorelli del 1 de diciembre de 1973 al 28 de febrero de 1974
- Antonio Amato, de Cagliari
- Aldo Alasia, Buenos Aires
- Luis Alberto Betti, Buenos Aires
- Antonio Calvino, Buenos Aires
- Cesar De la Vega, Argentina
- Italo Poggiolini, coronel italiano
- Pierluigi Accornero, Viarigi, empresario
- Mario Lebole, Arezzo, empresario
- Jorge de Souza, Brasil
- Pedro dos Santos, Brasil
- Claudio Perez Barruna, Costa Rica
- Osvaldo Brana, Dakar
- Guido Ruta, EE. UU.
- Randolph K. Stone, Los Ángeles, EE. UU

## Detalles de la lista
Es de notar la estructura "capilar" de la estructura P2 en Italia con 2 o 3 inscriptos por 35 de las actuales 110 provincias italianas: Turín, Milán, La Spezia, Roma, Bari, Rávena, Florencia, Pistoya, Cosenza, Palermo, Cagliari, Siena, Brescia, Ancona, Venecia, Catanzaro, Génova, L'Aquila, Trieste, Potenza, Novara, Arezzo, Bolonia, Plasencia, Údine, Mesina, Pisa, Reggio Emilia, Regio de Calabria, Forlì, Savona, Brindisi, Trápani, Perusa. 
Confirma la radicación en el territorio su presencia en 13 de las 20 regiones italianas: Piamonte, Véneto, Friuli-Venecia Julia, Lombardía, Liguria, Toscana, Emilia Romagna, Lacio, Marche, Molise, Calabria, Sicilia, Sardegna.

### Elenco por categoría ocupacional de los inscritos
- Militares y Fuerzas de Seguridad: 208
- Políticos: 67
- Dirigentes ministeriales: 52
- Bancos: 49
- Industriales: 47
- Médicos: 38
- Docentes universitarios: 36
- Comerciantes: 29
- Abogados: 27
- Dirigentes industriales: 23
- Periodistas: 27
- Magistrados: 18
- Empresarios: 18
- Profesionales liberales: 17
- Sociedades privadas (presidentes): 12
- Sociedades públicas (dirigentes): 12
- Actividades varias: 12
- Secretarios privados (políticos): 11
- Asociaciones varias: 10
- Entes Asistenciales y hospitalarios: 10
- Funcionarios regionales: 7
- Dirigentes comunales: 8
- Sociedades públicas (presidentes): 8
- Sindicalistas: 2
- Diplomáticos: 9
- Consultores: 2
- Consultores financieros: 4
- Compañías aéreas: 8
- Editores: 4
- Dirigentes editoriales: 6
- Escritores: 3
- Dirigentes de la Rai-tv: 10
- Compañías de Seguros: 6
- Arquitectos: 7
- Notariales: 4
- Anticuarios: 6
- Hoteles (directores): 4

## Película
- Licio Gelli, poeta y conspirador (enlace roto disponible en Internet Archive; véase el historial, la primera versión y la última). Documental de Gabor y Harrach, Italia y Estados Unidos, 2006.